# Nowosolna (gromada)
Nowosolna – dawna gromada, czyli najmniejsza jednostka podziału terytorialnego Polskiej Rzeczypospolitej Ludowej w latach 1954–1972.
Gromady, z gromadzkimi radami narodowymi (GRN) jako organami władzy najniższego stopnia na wsi, funkcjonowały od reformy reorganizującej administrację wiejską przeprowadzonej jesienią 1954 do momentu ich zniesienia z dniem 1 stycznia 1973, tym samym wypierając organizację gminną w latach 1954–1972.
Gromadę Nowosolna siedzibą GRN w Nowosolnej (obecnie w granicach Łodzi) utworzono – jako jedną z 8759 gromad na obszarze Polski – w powiecie łódzkim w woj. łódzkim, na mocy uchwały nr 34/54 WRN w Łodzi z dnia 4 października 1954. W skład jednostki weszły obszary dotychczasowych gromad Nowosolna, Mileszki, Wiączyń i Wiączyń Górny ze zniesionej gminy Nowosolna w tymże powiecie. Dla gromady ustalono 27 członków gromadzkiej rady narodowej.
Gromada przetrwała do końca 1972 roku, czyli do kolejnej reformy gminnej. 1 stycznia 1973 – tym razem w powiecie brzezińskim – reaktywowano gminę Nowosolna.